# 바이우

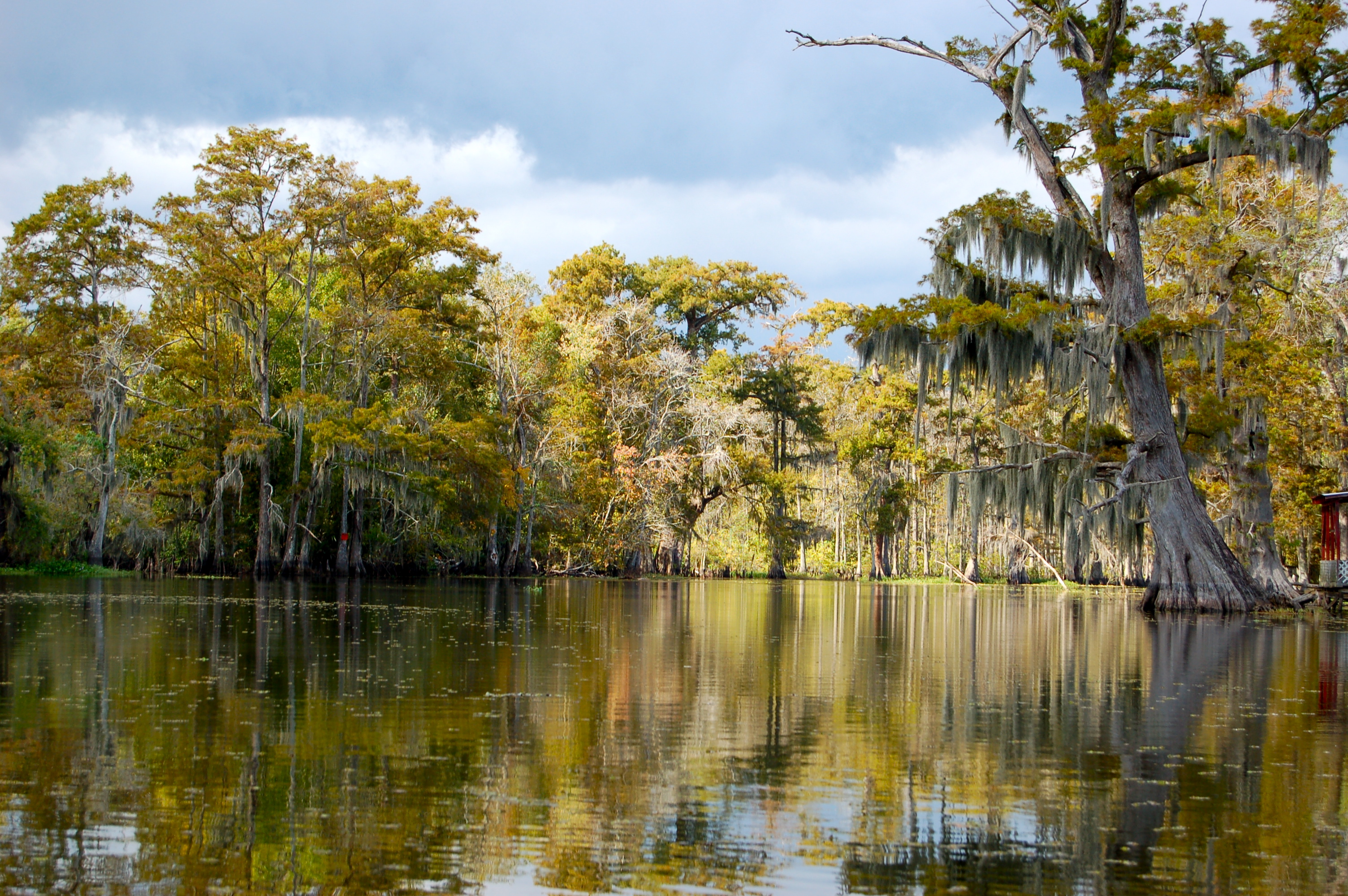
루이지애나주 바이우 코르네.

바이우(케이준 프랑스어: bayou [ˈbaɪ.uː])는 미국 남부에서 발견되는 수체 지형이다. 넓고 평탄한 저지대에 물이 찬 늪 또는 유속이 극단적으로 느린 큰 강이다. 바이우는 주로 멕시코만 연안, 특히 미시시피강 삼각주에 많으며, 행정구역상으로는 루이지애나주와 텍사스주가 바이우 지형으로 유명하다. 가재, 새우, 조개, 메기, 개구리, 두꺼비, 앨리게이터, 크로커다일, 왜가리, 거북, 저어새, 뱀, 거머리 등 다양한 동물들이 번성하는 생물다양성의 보고이기도 하다.